# Conesa (departamento)
Conesa é um departamento da Argentina, localizado na 
província de Rio Negro.